# 妮维雅
妮维雅（NIVEA，發音：[niˈveːaː]）是一個由德國公司拜尔斯道夫所有的大型全球性護膚品與身體護理品品牌，1911年由拜尔斯道夫所有人Oskar Troplowitz命名，命名之靈感來自拉丁語niveus, -a, -um（雪白）。旗下成功的國際品牌還包括 Eucerin, La Prairie, Labello, 8x4, and Hansaplas。其Tesa SE子公司是製造商，能為工業、工藝品業和客戶提供自黏性商品和系統解決方案。

## 歷史
1930年代期間，拜尔斯道夫開始生產防曬油、刮鬍膏、洗髮水及面部護理產品。妮维雅商標在第二次世界大戰後被很多國家沒收，拜尔斯道夫最終於1997年購回所有商標權。
1968年，拜尔斯道夫進入日本市場，與花王合資成立「妮維雅花王株式會社」（Nivea-Kao Co., Ltd.）代理妮維雅產品。
1980年代，拜尔斯道夫進入台灣市場，授權復興化工代理及生產妮維雅產品；之後拜尔斯道夫併購復興化工，復興化工改為「台灣妮維雅股份有限公司」（NIVEA (Taiwan) Ltd.）代理妮維雅產品。

## 事件
- 第一次世界大戰後，妮维雅將其乳劑包裝改為有白色商標的藍色鐵盒。
- 第二次世界大戰期間，前拜尔斯道夫銷售經理Elly Heuss-Knappthe於1949年與特奧多爾·豪斯結婚，成為德國第一夫人。
- 1956年，一個消費者聲稱使用妮维雅產品會分解他們的頭髮並導致脫落，該指控於數星期內得到澄清。

## 外部連結
- NIVEA（页面存档备份，存于）
- NIVEA | Beiersdorf（页面存档备份，存于）
- Nivea鐵盒設計（页面存档备份，存于）
- 台灣妮维雅官方網站（页面存档备份，存于）
- NIVEA的Facebook專頁（台灣）
- YouTube上的TAIWAN NIVEA頻道